# 時分割複信
時分割複信（じぶんかつふくしん : Time Division Duplex）は、時間軸圧縮を行い送信・受信を時間ごとに切り替えて、全二重通信を同一周波数帯域で可能にする電気通信技術である。複信の一方式であり、時分割双方向伝送とも言う。

## 特徴
次のような特徴がある。
- 送信・受信を同時に行わないため、送受信信号間の干渉がない。
- 時間軸圧縮回路がやや複雑であり、遅延時間がある。
- 帯域利用効率は、周波数分割複信とエコーキャンセラの中間である。

また、無線通信の場合、時間軸圧縮を行っているため、フェージング対策技術として時間ダイバシティが利用できる。
さらに、マルチチャネルアクセス無線の場合、送信・受信に同じ周波数を使えるため、アダプティブアレイアンテナと組み合わせて空間分割多元接続を各子局ごと向けに使え、電波周波数帯域利用効率を高められる。

## 用途
主に無線通信・移動体通信で用いられる。
- PHS
- iBurst
- TD-CDMA
- デジタル市町村防災行政無線
- モバイルWiMAX
- TD-LTE

なお、TCM-ISDNもTDDに該当する。